# Accipiter albogularis
El gavilán pío (Accipiter albogularis) es una especie de ave accipitriforme de la familia Accipitridae.
Es originaria de Papúa Nueva Guinea y de las islas Salomón.
Su hábitat natural son los bosques húmedos de tierras bajas y los bosques montanos.